# Cattura di Kiev da parte dell'Armata Bianca (1919)
La Cattura di Kiev da parte dell'Armata Bianca - (in russo: Взятие Киева Добровольческой армией, nella storiografia ucraina l'evento è noto anche come "Catastrofe di Kiev", ucraino: Київська катастрофа) — ingresso nella città dell'Armata Bianca russa dopo la sua liberazione dall'Armata Rossa da parte delle unità della Repubblica Popolare Ucraina.

## Storia

### Preistoria
Saliti al potere, i bolscevichi nel 1917 dichiararono guerra alla Repubblica Popolare Ucraina, dopo di che la Rada Centrale adottò la IV Universale, che proclamò l'indipendenza della Repubblica Popolare Ucraina. 

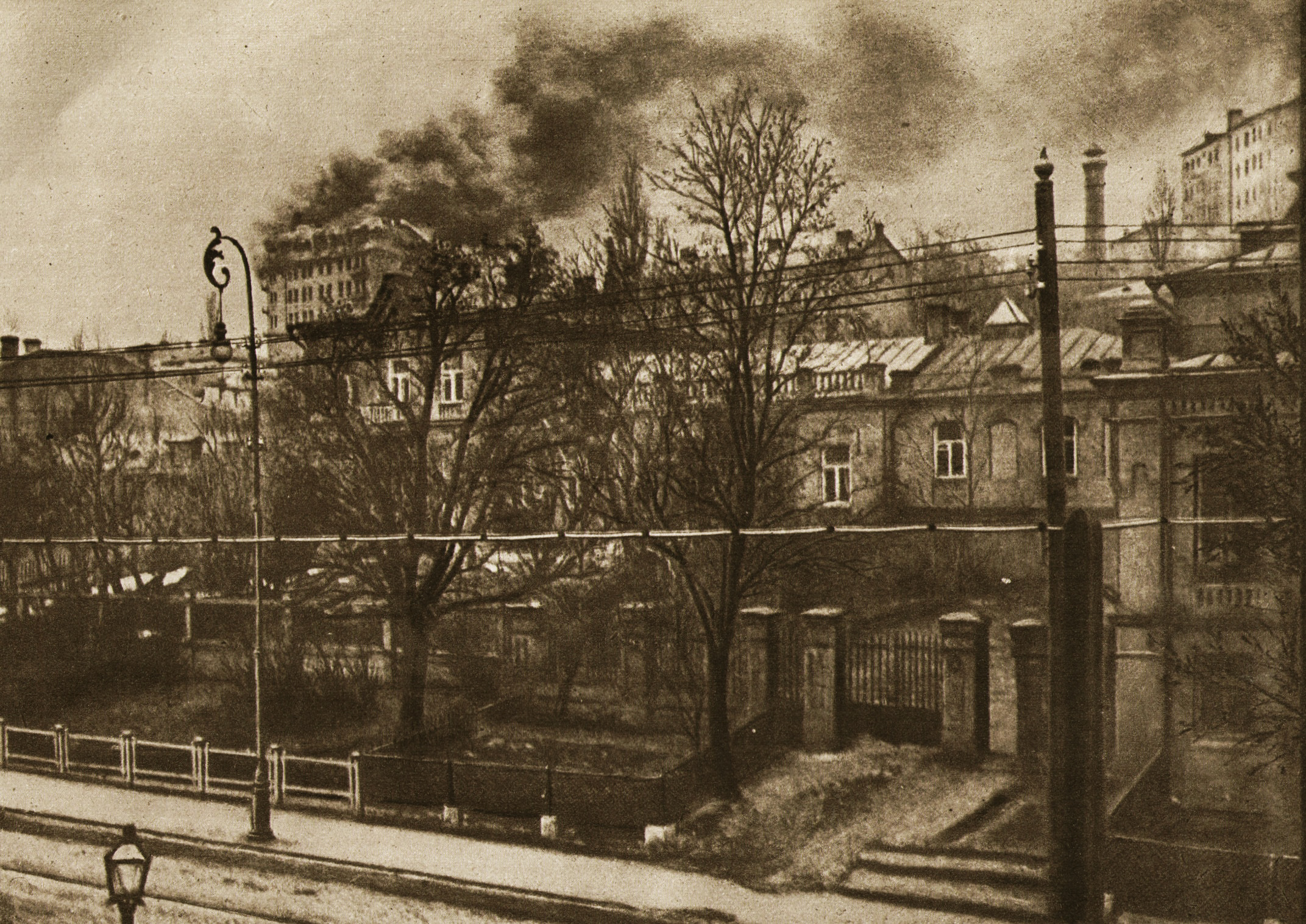
Bombardamento della città da parte delle truppe sovietiche

Durante l'assalto a Kiev dal 5 all'8 febbraio 1918, la città fu bombardata dall'Armata Rossa per tre giorni, compreso l'uso di gas velenosi. E dopo essere entrati in città, le truppe sovietiche uccisero 5 000 civili dichiarati "controrivoluzionari" (come parte del terrore rosso). Tra le vittime figurano solo due politici: Oleksandr Zarudnyj, responsabile degli affari fondiari della Repubblica Popolare Ucraina, e Isak Pugach, deputato della Rada Centrale. Questa è stata la prima occupazione di Kiev dopo la dichiarazione di indipendenza. Dopo l'operazione Faustschlag nella primavera del 1918, migliaia di cadaveri semidecomposti furono trovati nei parchi di Kiev.

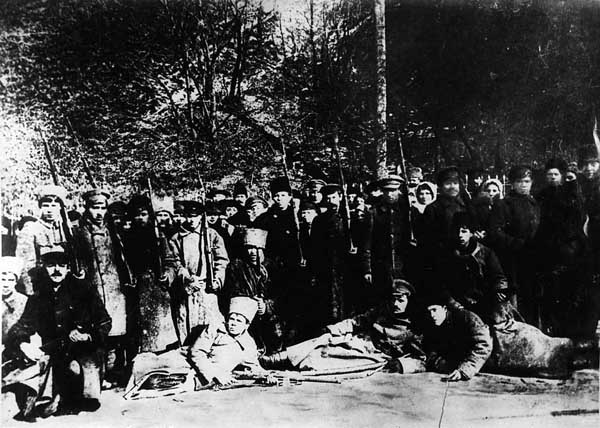
Un distaccamento di bolscevichi che partecipò all'attacco

Dopo la sconfitta delle potenze centrali nella prima guerra mondiale, anche il regime fantoccio di Skoropads'kyj scomparve e il Direttorio salì al potere in Ucraina. Tuttavia, durante l'offensiva delle truppe sovietiche verso ovest all'inizio del 1919, i sostenitori della Repubblica Popolare Ucraina non riuscirono a tenere Kiev e il 5 febbraio 1919 la capitale fu nuovamente catturata dall'Armata Rossa.

### Corso degli eventi
Nell’estate del 1919, l'Armata Bianca lanciò un’offensiva che cambiò significativamente gli equilibri di potere nella regione. Non avendo il potere di cambiare nulla al fronte, i bolscevichi intensificarono la repressione nelle retrovie. Kiev è stata dichiarata "zona fortificata". Il numero dei kievani arrestati dalla Cheka con il minimo sospetto di "controrivoluzione" è stimato a centinaia. Molti di loro morirono sotto tortura negli ultimi giorni prima della ritirata delle truppe sovietiche.

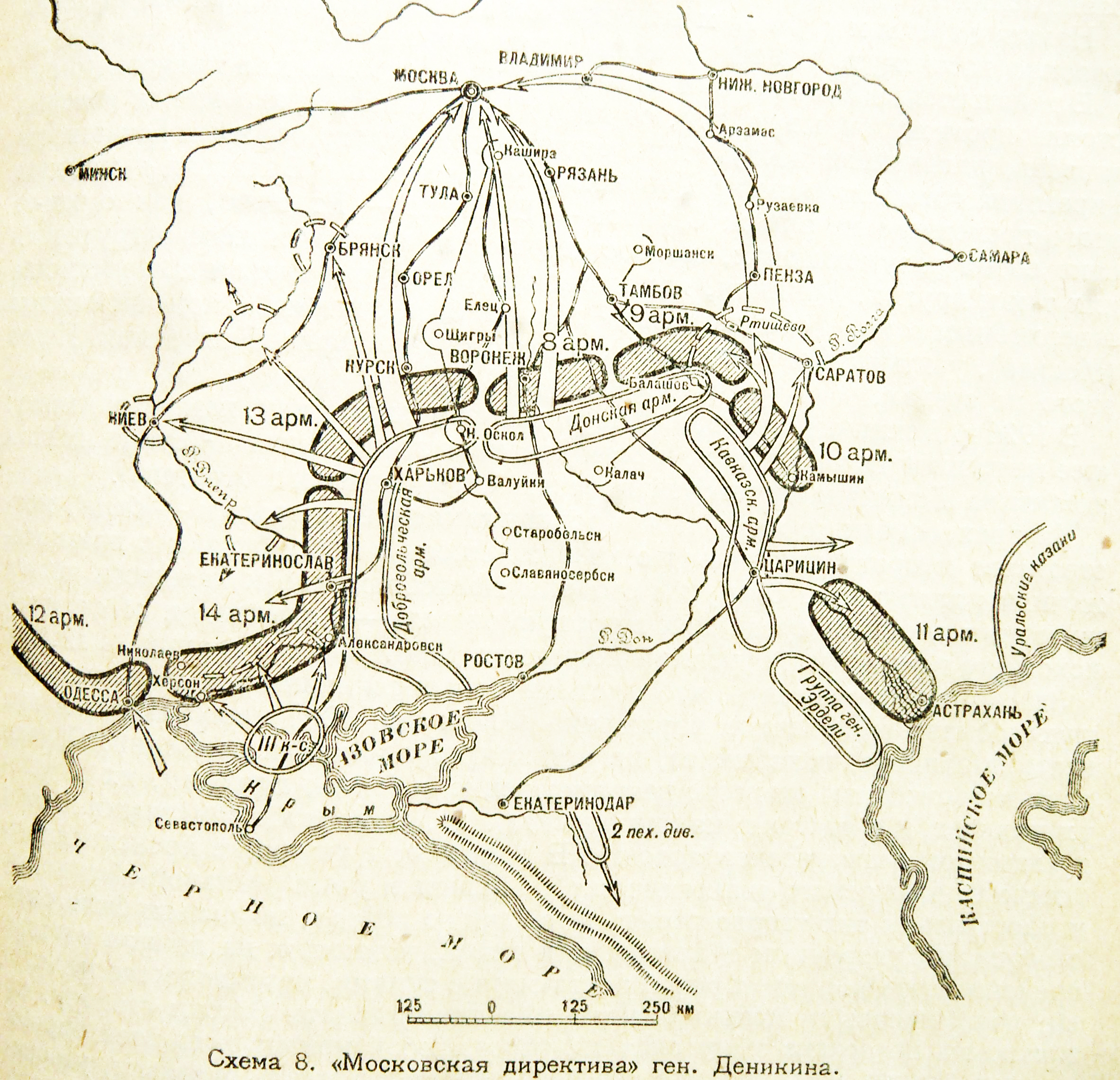
mappa del corso degli eventi

L'esercito dell'RPU lanciò un attacco alla capitale da ovest e la liberò dai bolscevichi il 30 agosto. Allo stesso tempo, le truppe bianche, composte principalmente da russi, iniziarono ad avanzare da est e si scontrarono con l'esercito dell'RPU. Anticipando l'inevitabilità di un incontro con i bianchi, il comando ucraino ha emesso il seguente ordine: "In caso di incontro con le unità bianche, è necessario astenersi da qualsiasi azione ostile e non rispondere alle loro provocazioni". Il 31 agosto 1919, quando al mattino le unità ucraine marciarono solennemente in colonna verso la piazza della Duma (Majdan Nezaležnosti), le unità avanzate dei Bianchi entrarono in città sui ponti sul fiume Dnipro. Intorno a mezzogiorno, le unità ucraine si trovavano in piazza Duma vicino al municipio, sul cui balcone era appesa una bandiera ucraina, dove il governo locale ha avviato i negoziati con loro.
Alle 14 anche i bianchi sono venuti al consiglio comunale. I cittadini accolsero con entusiasmo i loro liberatori dai bolscevichi: l'Armata Bianca e l'Esercito della Repubblica Popolare Ucraina. Uno squadrone di bianchi si schierò accanto alle truppe ucraine. Alle cinque del pomeriggio, il generale Kravs arrivò al consiglio comunale, dove si trovavano già il comando e le unità dei bianchi, per ricevere la parata militare delle unità ucraine. Il comandante di uno degli squadroni bianchi, presentandosi al generale, ha chiesto il permesso che la sua unità potesse partecipare alla parata e piantare la bandiera russa accanto a quella ucraina, che già sventola sul consiglio comunale. Kravs ha accettato entrambe le richieste.

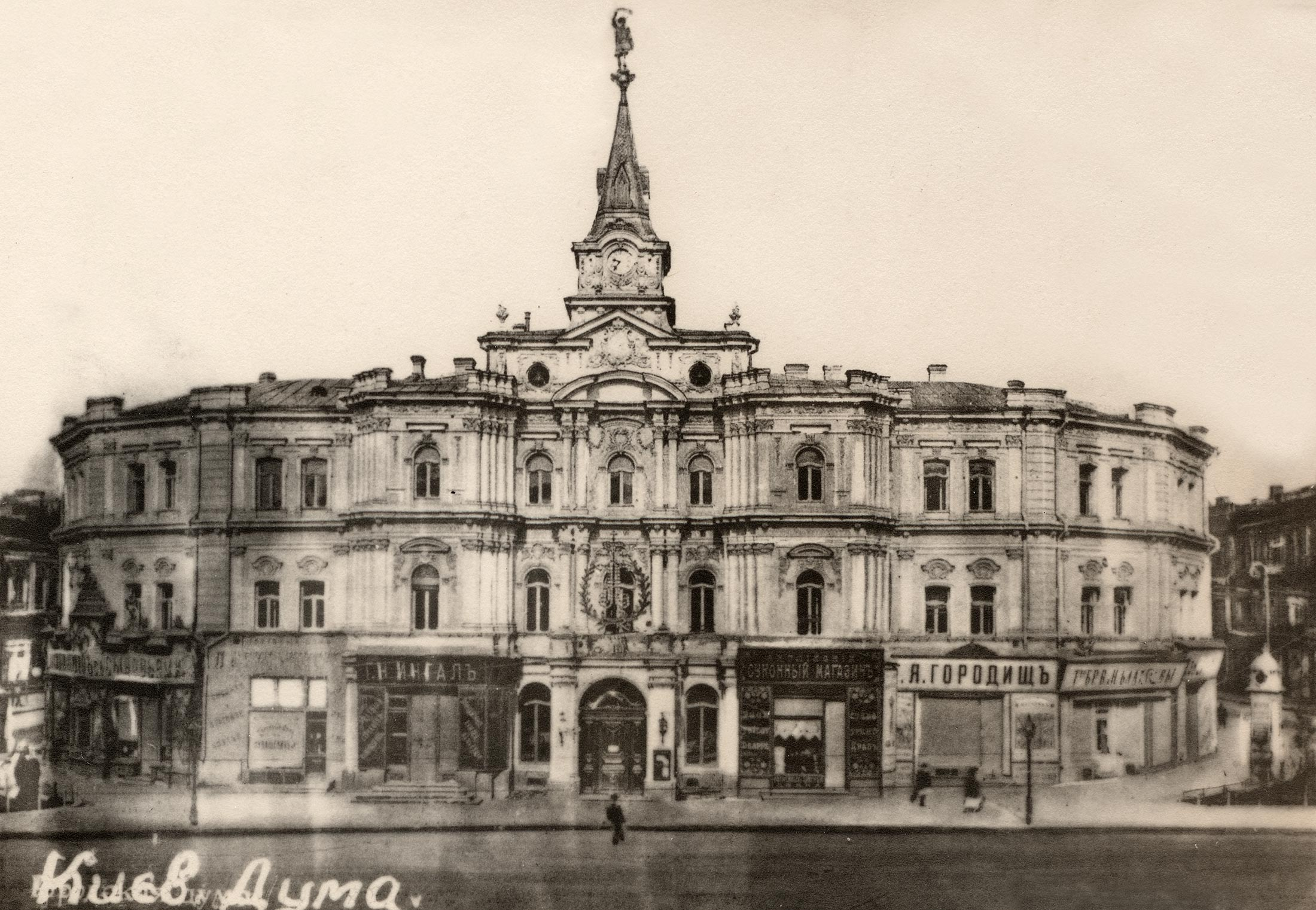
Consiglio comunale di Kiev
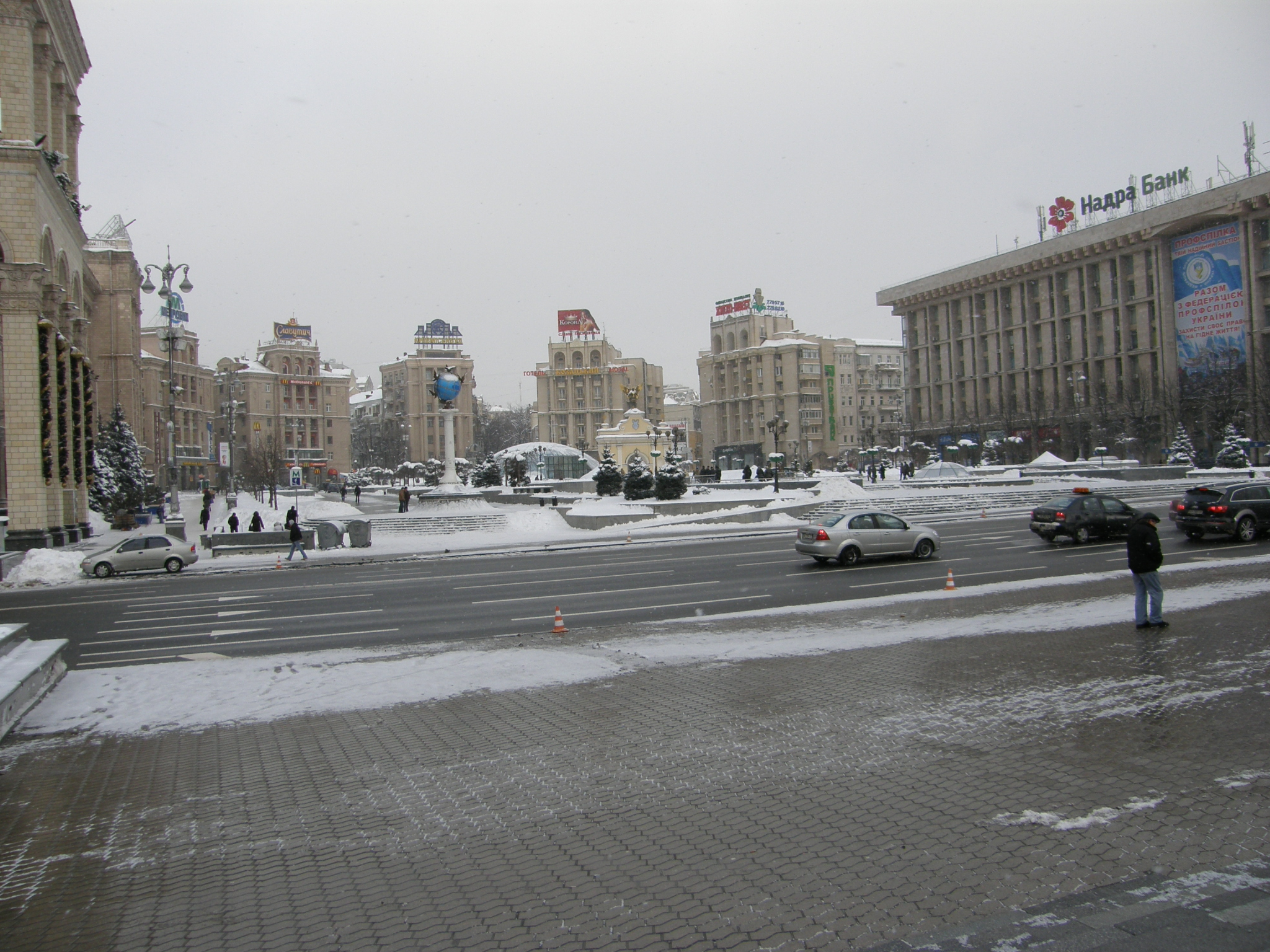
Il luogo dove si trovava allora (Majdan Nezaležnosti)

L'innalzamento del tricolore russo accanto alla bandiera ucraina ha provocato un'esplosione di entusiasmo tra le migliaia di kievani che hanno riempito le piazze Duma e Chreščatyk. In quel momento, un’unità militare ucraina guidata da Volodymyr Sal'skyj (che il generale Kraus nominò anche comandante di Kiev) attraversò solennemente la piazza. Vedendo il tricolore russo al consiglio comunale, ordinò a uno dei suoi subordinati di rimuoverlo. La bandiera russa fu strappata e gettata a terra, nella polvere sotto gli zoccoli dei cavalli.
Per questo motivo la folla in piazza si arrabbiò. Uno dei ufficiali di cavalleria bianchi si avvicinò a Sal'skyj e cercò di ucciderlo con una sciabola, ma cadde lui stesso, dilaniato dalle sciabole ucraine. Sono iniziate le riprese in piazza. Le truppe bianche hanno sparato una raffica in aria. La gente tra la folla ha sparato agli ucraini e ha lanciato granate. Le truppe dell'RPU sono fuggite frettolosamente da piazza Duma. In tutta Kiev i bianchi iniziarono a disarmare e catturare unità ucraine. In totale, furono disarmati e catturati fino a tremila soldati dell'esercito dell'RPU.
La situazione cominciò a essere salvata dal generale Kraus, che non approvava il comportamento delle truppe dell'RPU: venne al quartier generale del generale Bredov per i negoziati. Ha tenuto Kravs nel corridoio per diverse ore prima di accettarlo. Kravs, per attirare l'attenzione sul fatto che il generale russo non lo trattava da pari a pari, fu addirittura costretto ad andare a una manifestazione - per dichiararsi "prigioniero" di Bredov e consegnare le sue armi personali. Successivamente, in tarda serata, sono iniziate le trattative, che sono durate circa quattro ore. Bredov inizialmente disse a Kravs che "Kiev non sarà mai ucraina" e che non potevano esserci trattative con la delegazione dell'esercito dell'RPU: "...che non vengano, altrimenti verranno arrestati e fucilati come traditori e banditi. Bredov ha chiesto il ritiro immediato di tutte le truppe ucraine da Kiev.

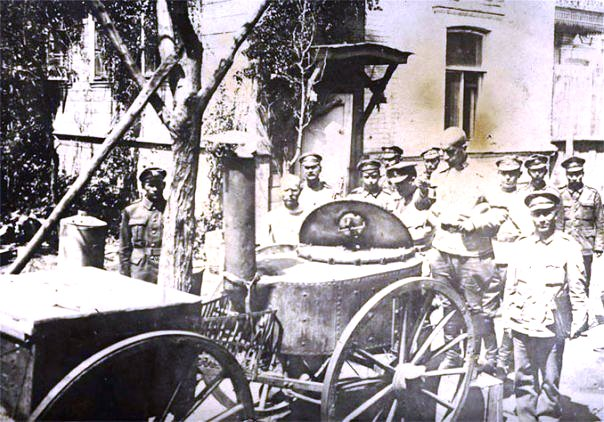
Bredov ispeziona la cucina militare

Il 1 settembre 1919 fu concluso un trattato tra gli ucraini e l'Armata Bianca. Kravs ha firmato l'ordine di ritirare le truppe ucraine da Kiev, 25 chilometri a ovest, e di non adottare alcuna misura ostile contro i Bianchi; dopodiché le parti si scambiarono reciprocamente i prigionieri e restituirono le armi alle unità disarmate. A causa delle azioni di Sal'skyj, la vittoria delle truppe ucraine in 24 ore si trasformò in una sconfitta. La mattina del 1 settembre 1919, sui pilastri di Kiev fu affisso l'ordine del generale Bredov: "... d'ora in poi e per sempre, Kiev ritorna alla Russia unita e indivisibile. » Il 2 settembre 1919 il governo dell’RPU lanciò un appello al popolo ucraino, in cui riconosceva di fatto lo stato di guerra con il sud della Russia. Il 3 settembre 1919, Symon Petljura, inaspettatamente per gli ucraini, concluse un accordo con la Polonia, cedendo la Galizia, le terre per le quali fu combattuta la guerra polacco-ucraina.
Il comandante dell'Armata Bianca a Kiev, generale Vladimir Majevsky, ha dichiarato in un'intervista ad un giornale locale: "Per quanto riguarda i nostri rapporti con Petljura, sono i seguenti: Petljura aderirà alla piattaforma di una Russia unita e indivisibile, grande autonomia territoriale, altrimenti dovrà combattere con noi, cosa che le sue truppe non vogliono affatto, l'idea di Petljura non ha radici profonde nelle masse ed è destinata alla distruzione".
Il 13 settembre 1919 iniziarono i negoziati tra la delegazione della Repubblica Popolare Ucraina e il comando della Forze armate della Russia meridionale. I Bianchi hanno continuato a insistere sulle loro richieste iniziali: "L'Armata Bianca sostiene lo slogan di restaurare una Russia unita e indivisibile entro i confini prebellici, con una significativa concessione di ampia autonomia all'Ucraina e il completamento dei negoziati. Ciò è possibile solo se le autorità ucraine aderiscono a questo slogan. L'esercito ucraino può essere neutrale o ostile nei nostri confronti, e nel primo caso deve riconoscere il comando supremo del generale Denikin." Tali condizioni erano assolutamente inaccettabili per la parte ucraina. I negoziati fallirono.
Il presidente finlandese Lauri Kristian Relander ha citato il fatto che i bianchi, come i rossi, stavano combattendo contro i patrioti ucraini come uno dei motivi per cui si rifiutò di dare aiuto all'Armata Bianca quando si ritirò nell'autunno del 1919, per la battaglia di Pietrogrado. Dopo le battaglie contro l'Armata Rossa del 16 dicembre 1919, l'Armata Bianca perse Kiev. Après les combats contre l'Armée rouge le 16 décembre 1919, l'Armée blanche perd la ville.
Nel gennaio 1920, durante la ritirata, parte delle truppe bianche guidate da Bredov furono tagliate fuori dalle forze principali e costrette a compiere la famosa campagna di Bredov · .

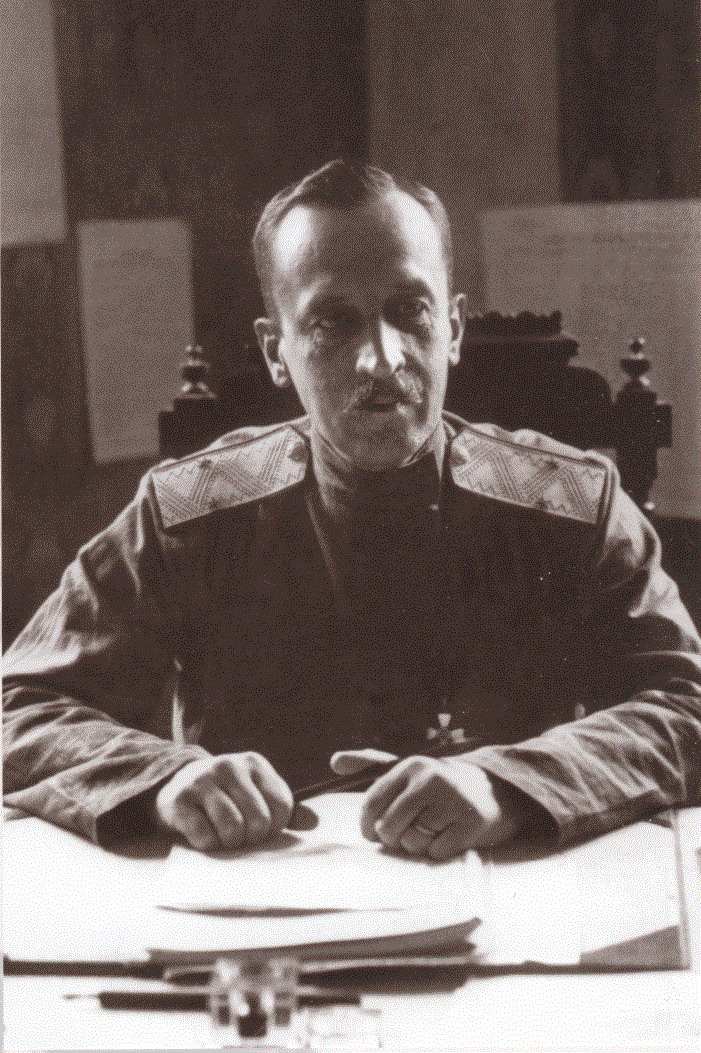
Nikolai Bredov
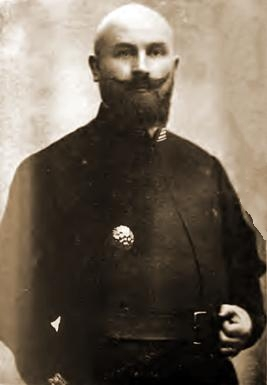
Volodymyr Sal'skyj
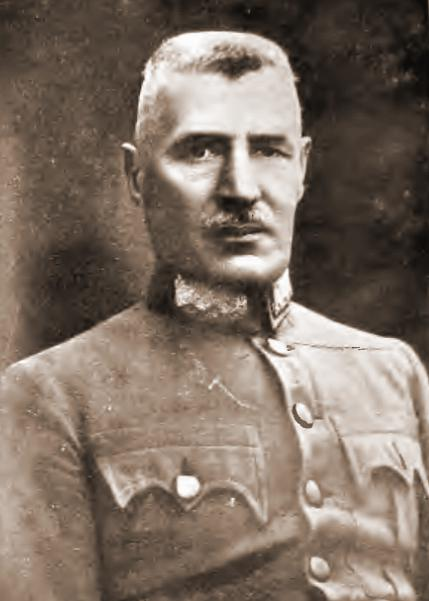
Antin Kraus

## Memoria
- L'artista Yuri Nikitin ha dipinto il dipinto "La bandiera russa sotto gli zoccoli del cavallo del colonnello Sal'skyj. Kiev. 31 agosto 1919".